# Eilema umbrosa
Eilema umbrosa är en fjärilsart som beskrevs av De Toulgoët 1954. Eilema umbrosa ingår i släktet Eilema och familjen björnspinnare. Inga underarter finns listade i Catalogue of Life.